# Rail Management Corporation
Die Rail Management Corporation (RMC), bis 1996 Rail Management & Consulting Corporation (RMCC), war ein amerikanisches Holdingunternehmen zum Betrieb von Shortline-Bahngesellschaften in den Vereinigten Staaten. Sitz des Unternehmens war Panama City Beach. 2005/2006 wurden die Bahngesellschaften verkauft und der Geschäftsbetrieb eingestellt.

## Geschichte
Der frühere General Manager der Chattahoochee Industrial Railroad, Kedrick Earl Durden (geboren am 29. September 1936 in Hartford, Alabama, gestorben am 25. April 2010 in Panama City Beach, Florida), nutzte 1980 die durch den Staggers Act ermöglichte Deregulierung im Schienenverkehr der Vereinigten Staaten zur Gründung eines eigenen Unternehmens.
Die Rail Management Corporation sollte Bahngesellschaften in den Vereinigten Staaten übernehmen und betreiben. Daneben gründete er die Rail Switching Services Inc. Dieses bis 1995 bestehende Unternehmen war ein Rangierdienstleister für den innerbetrieblichen Werksverkehr. Die Beteiligungen an den einzelnen Bahngesellschaften wurden in der Regel vom Tochterunternehmen Rail Partners mit 99 % und von RMC mit 1 % gehalten.
Für den Erwerb der Bahngesellschaften kooperierte er mit der Green Bay Packaging Corporation (GBPC). Von dieser übernahm er 1983 die Little Rock and Western Railway. Im Gegenzug beteiligte sich GBPC mit 50 % an dem Unternehmen und an den in der Folge erworbenen Bahngesellschaften. Zum 30. Juni 1996 übernahm Durden die Anteile von Green Bay Packaging.
Am 1. Juni 2005 wurden alle Bahngesellschaften für 238,2 Millionen an die Genesee and Wyoming verkauft. Die Anteile an der Copper Basin Railway wurde 2006 an den Miteigentümer ASARCO (Nachfolgegesellschaft Kennecott Copper) verkauft.

## Bahngesellschaften
| Name                                   | Sitz                       | Erwerb            | Bemerkung                                                                                           |
| -------------------------------------- | -------------------------- | ----------------- | --------------------------------------------------------------------------------------------------- |
| AN Railway (AN)                        | Port St. Joe, Florida      | 1. September 2002 | Anmietung der Strecke der Apalachicola Northern Railroad von der St. Joe Company                    |
| Atlantic and Western Railway (AW)      | Sanford, North Carolina    | 1988              | Erwerb der Atlantic and Western Corporation                                                         |
| Bay Line Railroad (BAYL)               | Panama City, Florida       | Januar 1994       | Kauf von der Stone Container Corporation                                                            |
| Copper Basin Railway (CBRY)            | Hayden, Arizona            | 15. August 1986   | Übernahme von 55 % der Anteile an der bisher von Kennecott Copper betriebenen Bahngesellschaft      |
| East Tennessee Railway (ETRY)          | Johnson City, Tennessee    | 1983              | Kauf der East Tennessee and Western North Carolina Railroad                                         |
| Galveston Railroad (GVSR)              | Galveston, Texas           | 1987              | Übernahme des Betriebes der Galveston Wharves Railway                                               |
| Georgia Central Railway (GC)           | Vidalia, Georgia           | 21. November 1990 | Betrieb auf gekauften und gepachteten Strecken der CSX Transportation                               |
| KWT Railway (KWT)                      | Paris, Tennessee           | Februar 1987      | Betrieb auf von der CSX Transportation gekauften Strecke                                            |
| Little Rock and Western Railway (LRWN) | Perry, AR                  | 1983              | von der Green Bay Packaging Corporation erworben                                                    |
| M & B Railroad (MNBR)                  | Meridian, MS               | 1997              | Kauf der Meridian and Bigbee Railroad von der James River Corporation                               |
| Riceboro Southern Railway (RSOR)       |                            | 2004              | Strecke von CSX Transportation gepachtet und gekauft                                                |
| Tomahawk Railroad (TR)                 | Tomahawk, WI               | 1. Januar 1992    | Kauf von der Packaging Corporation of America (PCA), vorher Marinette, Tomahawk and Western Railway |
| Valdosta Railway (VR)                  | Clyattville, GA            | Januar 1992       | Kauf der Valdosta Southern Railroad (VSR)                                                           |
| Western Kentucky Railway (WKRL)        | Clay, Kentucky             | Januar 1995       | Kauf der Tradewater Railway von Costain Coal Inc.                                                   |
| Wilmington Terminal Railroad (WTRY)    | Wilmington, North Carolina | 1. Oktober 1986   | Betrieb der North Carolina Ports Railway                                                            |